# Padilla foty
Padilla foty là một loài nhện trong họ Salticidae.
Loài này thuộc chi Padilla. Padilla foty được Daniela Andriamalala miêu tả năm 2007.